# 한라시멘트

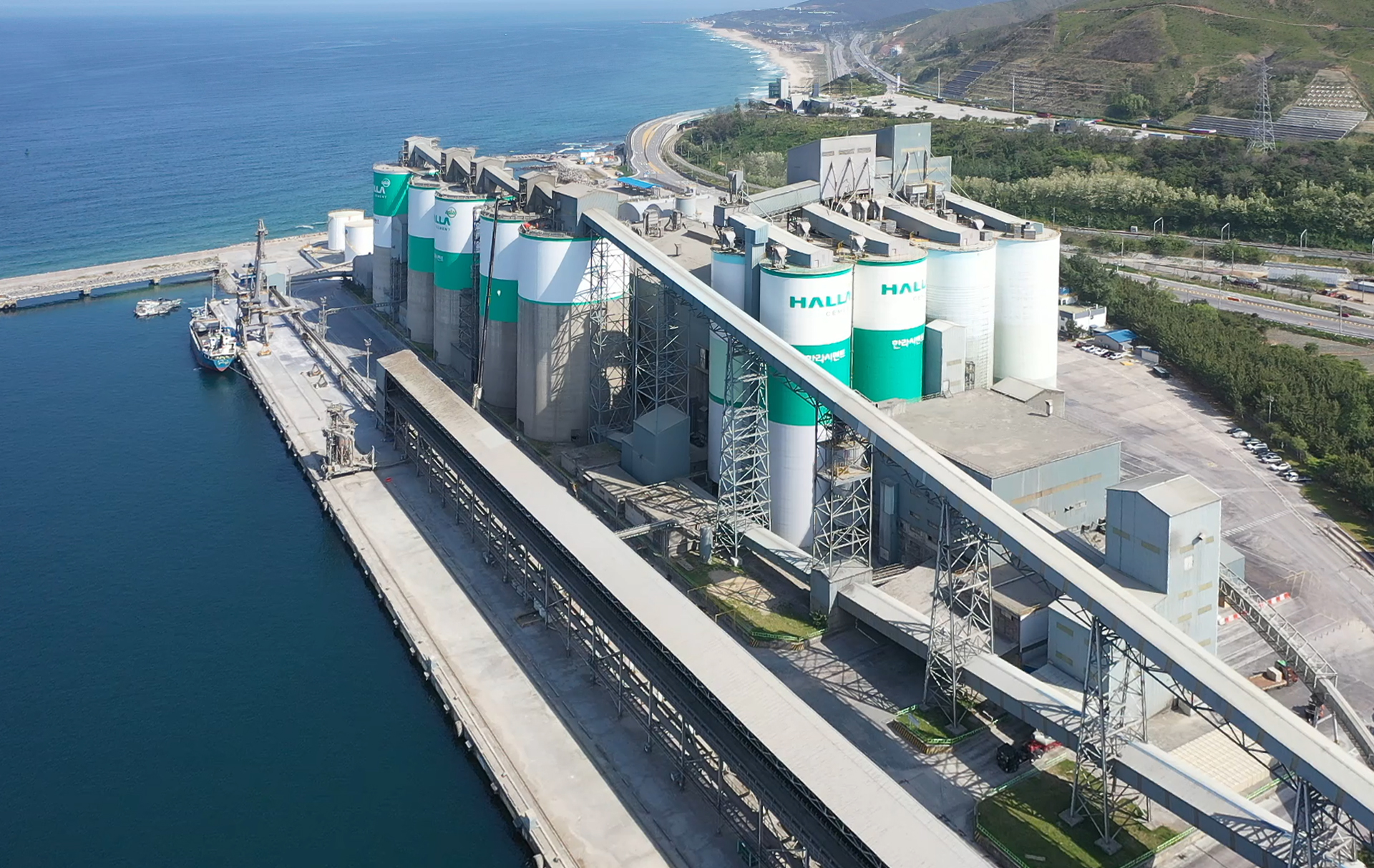
한라시멘트 옥계 항만공장(강원도 강릉시 옥계면)

한라시멘트주식회사(Halla Cement Corp.)는 1978년 설립된 대한민국 시멘트 제조사 중 하나로서 보통 포틀랜드 시멘트, 특수 시멘트 제품군을 주력으로 생산해 왔다. 시멘트 소성 설비인 킬른(Kiln) 4기를 갖춘 강릉 옥계공장이 본공장이며, 본공장 인근에 석회석 광산 및 클링커 분쇄 및 제품 출하를 위한 항만공장도 위치해 있다.
광양·포항·인천에 각각 시멘트 반제품인 클링커(Clinker) 분쇄 및 제품 출하가 가능한 분공장을 두고 있으며, 그 외 해안 및 내륙 곳곳에 제품 출하 터미널을 운영 중이다. 해안과 내륙을 통한 전국 유통망을 갖추고 있으려, 해외 수출도 가능하다.

2018년 1월, 아세아 그룹 소속 아세아시멘트의 자회사로 편입되어 대한민국 내 양 사 통합 시장점유율 기준 국내 3위의 시멘트 제조사가 됐다. 아세아시멘트는 충청북도 제천시 소재 시멘트 제조사로 일반 시멘트 제품군 외에 드라이 몰탈 및 레미콘의 제조와 판매 사업도 영위하고 있다.
■ 계열사 및 관계사: http://www.hallacement.co.kr/company/affiliate
■ 주요 뉴스: https://www.hallacement.co.kr/pr/pr1

## 역사
정인영 한라그룹 창업주가 현대그룹으로부터 분가할 당시 받았던 현대양행의 사업 부문에서 출발해 1978년 1월 27일 한라시멘트(주)로 정식 설립됐다. 1982년 명주군 옥계면에 본공장인 옥계공장을 착공해 1985년에 킬른 1호기와 함께 준공했고 1990년에 2, 3호 킬른을 완공했다. 이어 항만공장을 1991년에 완공, 1997년에 비로소 킬른 4호기가 완공됐다. 이후 클링커 분쇄 및 제품 출하를 위한 분공장으로 1994년에는 광양공장을 완공, 2006년에는 수성으로부터 포항공장을 인수했으며, 2011년에는 인천공장을 완공해 운영 중이다. 창립기념일은 10월 1일이다.
설립 이후 운영상의 문제가 없었지만 1997년 외환 위기 시기 당시 모기업인 한라그룹이 한라중공업 부실 사태를 맞으며 매각 대상 기업으로 분류됐다. 1998년 3월 20일 화의개시가 결정됐으며, 12월 RH시멘트(주)로 영업을 양도, 이후 당시 시멘트 제조부문 세계 2위였던 프랑스 라파즈에 매각됐다. 2000년 1월 합작법인인 라파즈한라시멘트(주)로 상호가 변경됐다.

2016년 무렵 라파즈가 해외 사업장 중 시장점유율 1위를 제외한 사업장들을 처분하는 정책을 펴게 되는데 이에 따라 2016년 3월 라파즈한라시멘트도 한국 사모펀드 글랜우드PE와 홍콩계 사모펀드인 베어링PEA에 매각됐다. 사명은 다시 최초 설립 당시와 같은 한라시멘트(주)로 변경된다. 이후 2017년 5월 모든 지분을 베어링PEA가 인수했으며, 2018년 1월에는 베어링PEA가 한라시멘트 주식 대부분을 아세아시멘트에 매각함에 따라 한라시멘트가 아세아시멘트의 자회사로 편입된다. 이에 따라 통합 시장점유율 기준 국내 3위 시멘트 제조사로 재편된다.

■ 주요 연혁: http://www.hallacement.co.kr/company/history

## 주요 생산품

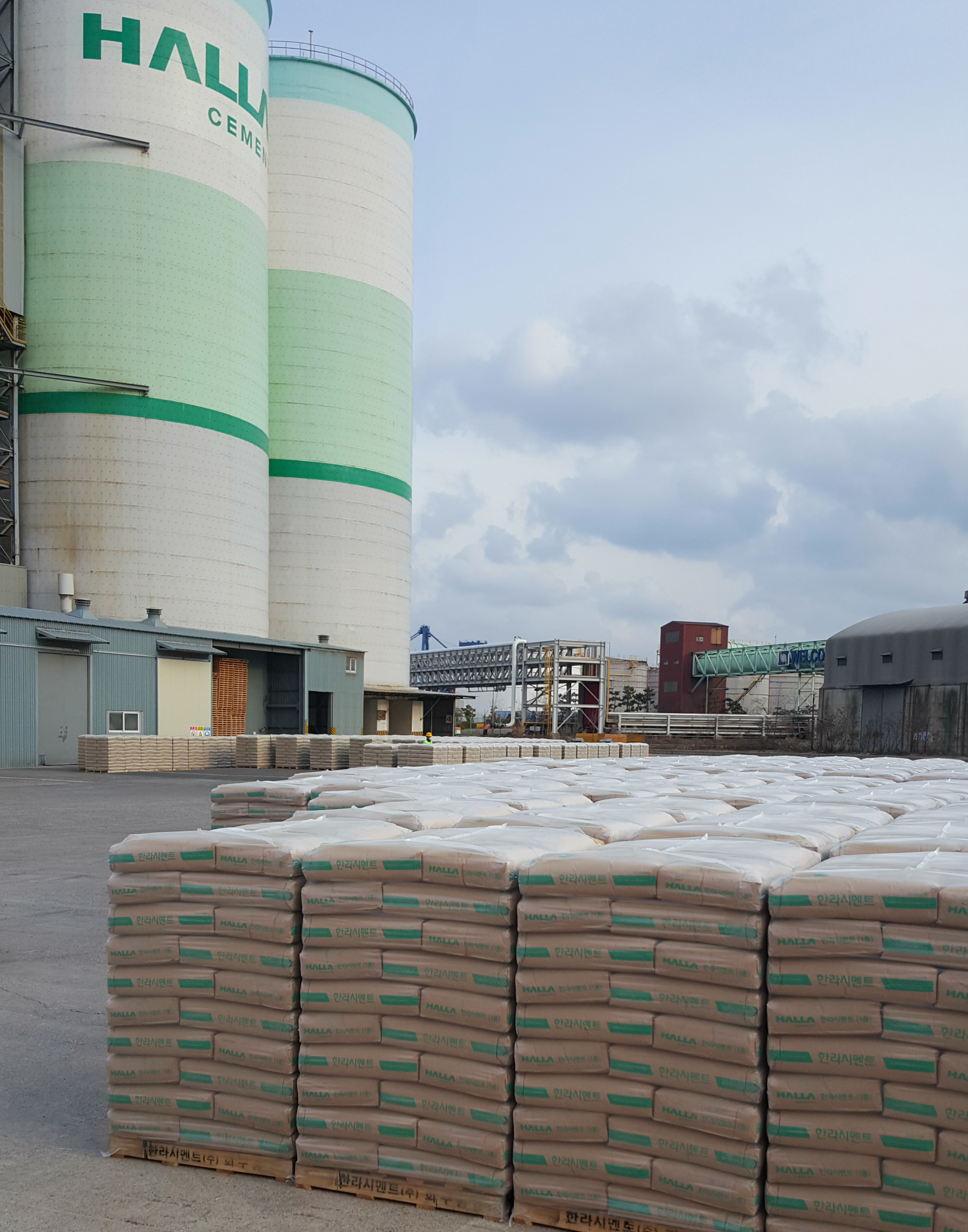
한라시멘트 포장 시멘트(팔렛트 적재)

- 한라시멘트 포장 시멘트(팔렛트 적재)보통 포틀랜드 시멘트(OPC): 가장 범용적으로 사용되는 시멘트

- 고로슬래그 시멘트(SC): 포틀랜드 시멘트에 수재슬래그를 혼합한 시멘트

- 조강형 시멘트: 빠르고 우수한 강도를 발현하는 시멘트

- 증기양생용 시멘트: 기존 시멘트 대비 증기양생에 최적화된 맞춤형 시멘트

- 지반 고화 및 파일 충전용 시멘트: 장기강도를 증진시킨 시멘트

- 저발열 시멘트: 수화열 저감과 조기강도 증진시키 시멘트

- 포장도로용 시멘트: 알카리 골재 반응을 억제한 시멘트

- 기포 콘크리트용 시멘트: 안정적 기포유지에 적합한 시멘트

- 기타 고로슬래그 미분말(GGBFS; Ground Granulated Blast Furnace Slag)] / 플라이애시(Fly Ash) / 골재(Aggregates)

■ 주요 생산제품: http://www.hallacement.co.kr/product/cement

## 주요 생산공장

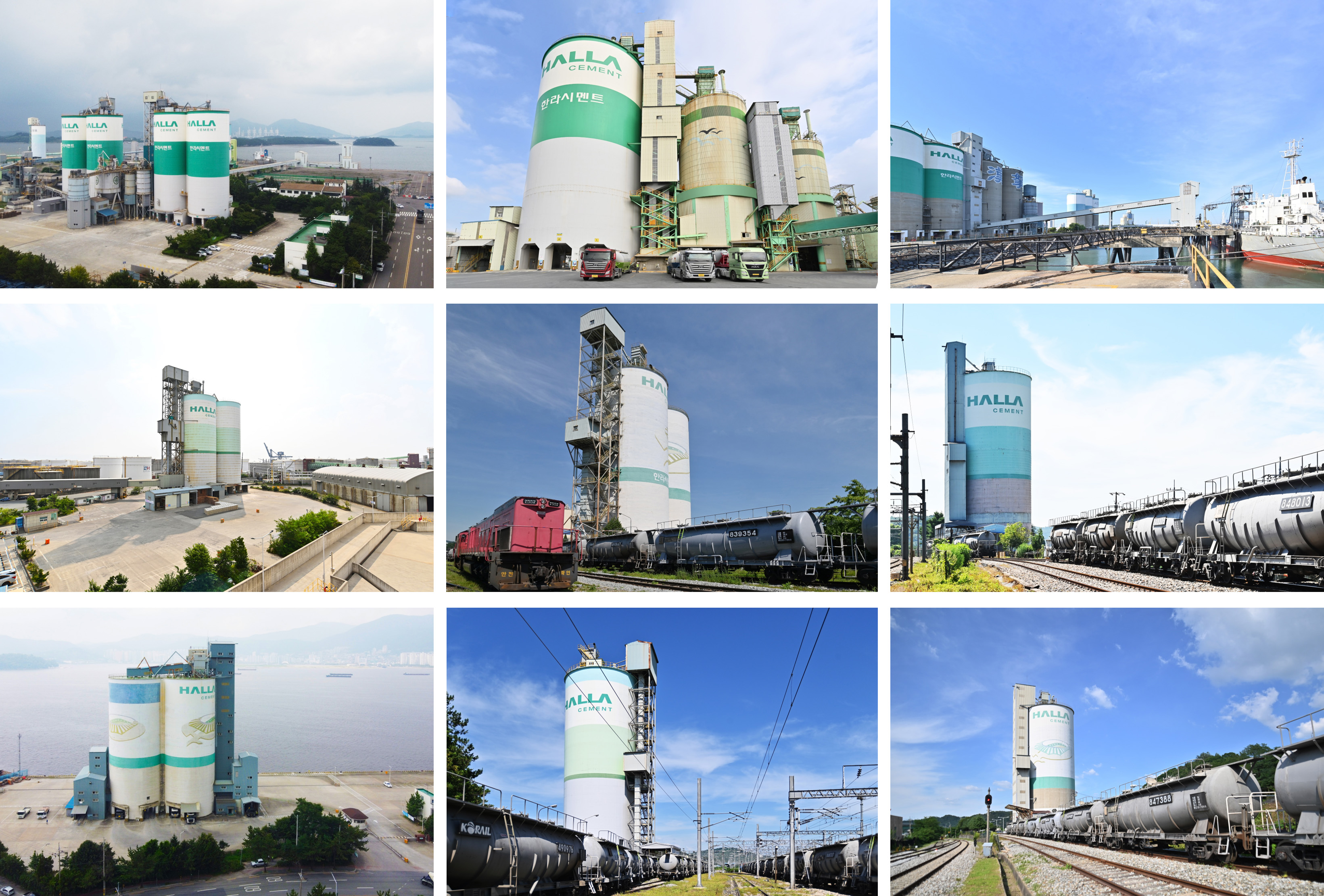
한라시멘트 광양공장·포항공장·인천공장·온산유통기지·의왕유통기지·매포유통기지·창원유통기지·음성유통기지·초성리유통기지(상단 왼쪽부터)

- 한라시멘트 옥계공장(강원도 강릉시 옥계면)한라시멘트 광양공장·포항공장·인천공장·온산유통기지·의왕유통기지·매포유통기지·창원유통기지·음성유통기지·초성리유통기지(상단 왼쪽부터)옥계공장·옥계 항만공장: 한라시멘트의 본공장인 옥계공장은 클링커 기준 년 6.6백만 톤, 보통 포틀랜드 시멘트(OPC) 기준연 7.6백만 톤의 생산 능력을 갖춘 통합 시멘트 생산기지이다. 시멘트 킬른(소성로) 4기와 폐열 발전기, 본공장과 항만공장 간 4.2km 구간을 양방향으로 연결하는 컨베이어 벨트 등의 설비를 보유하고 있다. 특히, 옥계항과 접해 있는 항만공장은 대용량 시멘트 분쇄 설비 및 선박 출하 설비를 갖춰 해상운송의 전초기지 역할을 담당하고 있다. 육송, 철송을 통한 물류 시스템을 통해 전국으로로 제품을 공급할 수 있다.

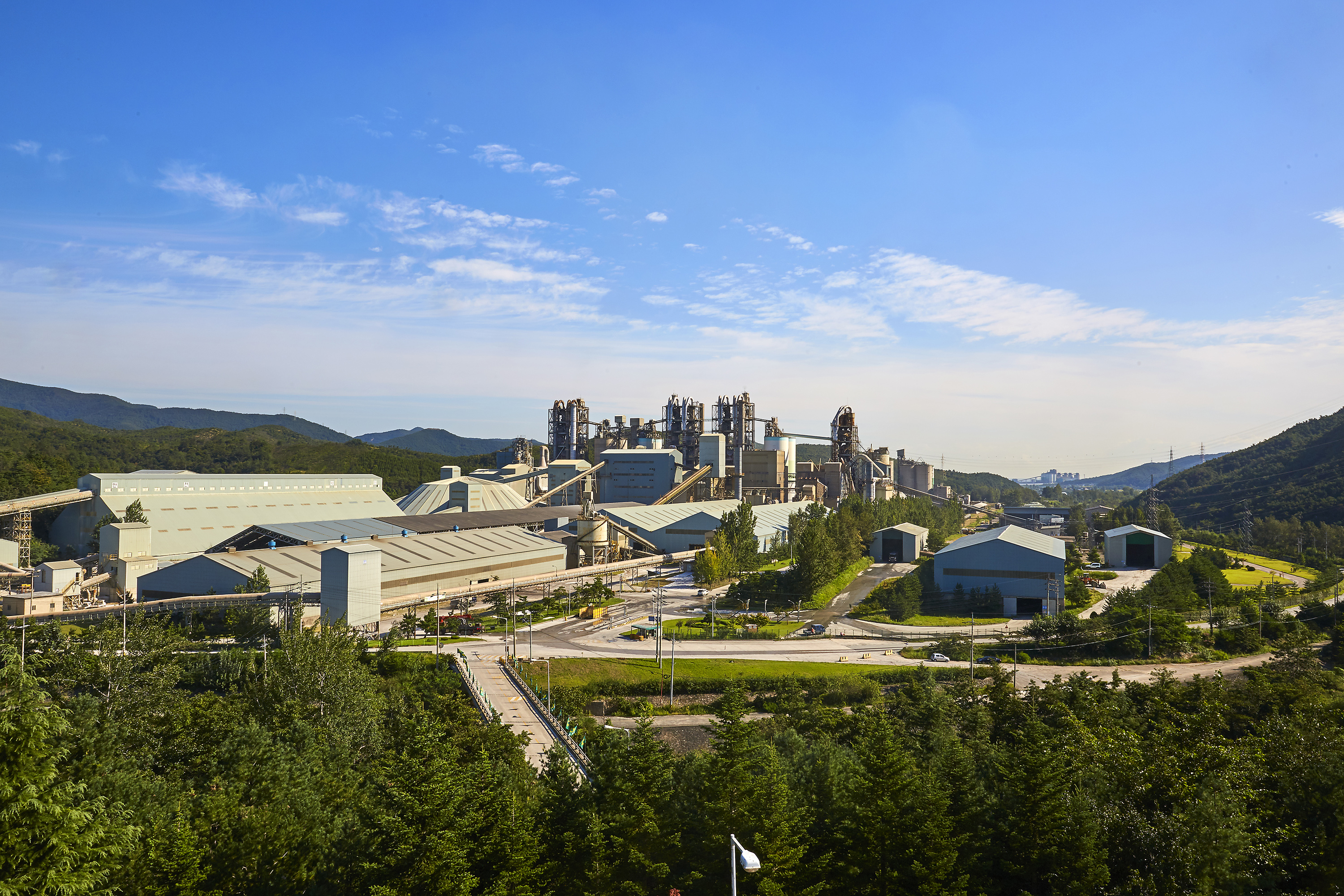
한라시멘트 옥계공장(강원도 강릉시 옥계면)

- 광양·인천공장: 광양공장은 1991년 11월 10,000톤 사일로 2기를 완공하면서 1990년대 초반 서남해안 지역 개발에 따른 시멘트를 적시적소에 고객에게 공급하기 위한 유통기지로 운영을 시작했다. 이후 인근 광양제철소에서 부산물로 배출되는 수재슬래그를 활용할 수 있는 지리적 특성을 살려 1994년 8월 연간 160만 톤의 슬래그 시멘트와 50만 톤의 슬래그 미분말 생산 능력을 갖춘 현재의 광양공장을 완공했고 2003년 5월에는 광양공장 인근에 시멘트 전용 부두가 완공되었다.  2011년 인천에 완공된 인천공장 역시 슬래그 시멘트 생산 공장으로 시멘트를 슬래그 미분말과 혼합할 수 있는 대용량 믹서가 설치되어 연간 100만 톤의 슬래그 시멘트를 수도권 시장에 공급할 수 있다.

- 포항공장: 포항공장은 광양공장과 같이 포항제철소의 제철 과정에서 발생하는 슬래그와 포틀랜드 시멘트를 분쇄 및 혼합해 슬래그 시멘트를 제조하는 시설로 한라시멘트가 수성으로부터 2006년 1월 인수했다. 포항공장은 슬래그 분쇄 설비를 기반으로 연간 160만 톤의 슬래그 시멘트 및 67만 톤의 슬래그 미분말을 생산하고 있다. 최근에는 슬래그 시멘트 외에도 저발열 시멘트, 초기강도 향상 슬래그 시멘트, 플라이애시 시멘트 등 다양한 종류의 특수 시멘트를 생산하고 있다.

■ 전국 사업장: http://www.hallacement.co.kr/company/siteguide3

## 사회공헌사업

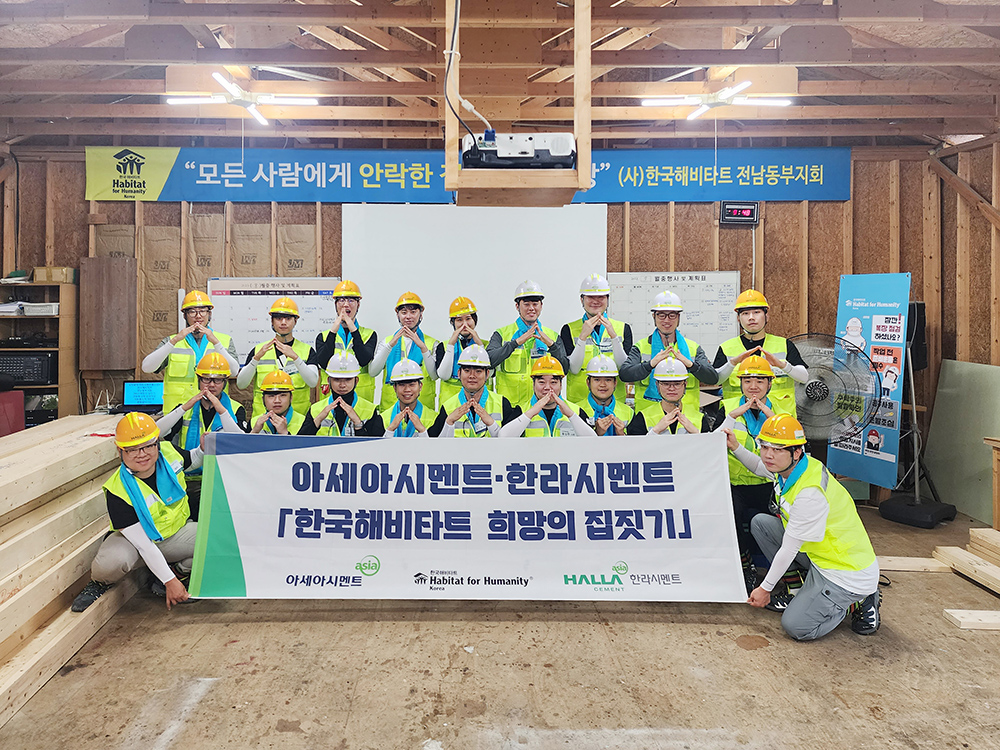
한라시멘트 '한국해비타트 희망의 집짓기' 직원 현장 봉사

- 한라시멘트 '한국해비타트 희망의 집짓기' 직원 현장 봉사한국해비타트 '희망의집짓기' 후원: 한국해비타트의 ‘희망의 집짓기’ 운동을 국내 건축자재 업계 최초로 1998년부터 후원하기 시작했으며, 2001년부터는 주택건설에 필요한 시멘트 전량을 무상 지원해 오고 있다. 이와 함께 매년 여름 40여 명의 임직원들이 집짓기 자원봉사에 참여하고 있다. 2018년부터는 아세아시멘트의 자회사로 편입됨에 따라 양 사가 함께 후원을 진행하게 된다.

- 'Eco-백두대간 2+운동' 전개: 2004년부터 국내 시멘트기업으로는 처음으로 백두대간을 보전하기 위해 시민단체인 백두대간보전회와 파트너십을 이뤄 'Eco-백두대간 2+운동'을 전개해 오고 있다. 백두대간을 되살리자는 취지의 공익 환경운동으로 2004년 ‘백두대간 보전기금’을 설립해 매년 일정금액을 출연, 전략적 파트너인 백두대간보전회와 공동으로 활동을 전개하고 있다.

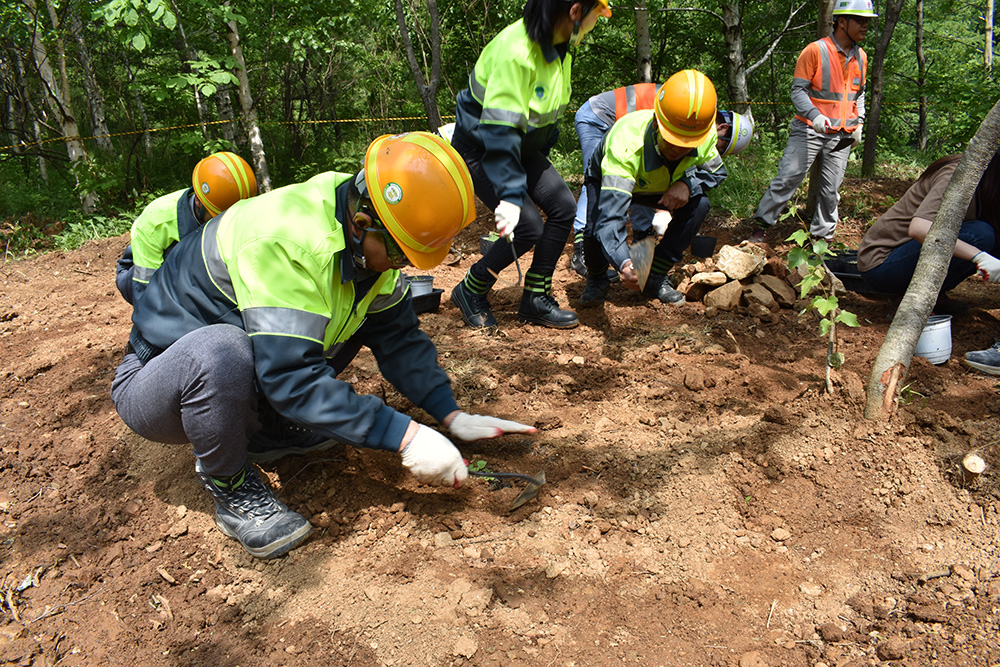
한라시멘트 석회석광산 복구지 내 멸종위기 야생식물 식재 행사

- 한라시멘트 석회석광산 복구지 내 멸종위기 야생식물 식재 행사멸종위기야생동물 복원 사업 실시: 2014년부터 멸종위기생물의 체계적 증·복원을 통한 광산복구계획을 진행해 오고 있다. 붉은점 모시나비(멸종위기 Ⅱ급) 방사를 비롯해 원앙/소쩍새/하늘다람쥐(천연기념물/멸종 위기 Ⅱ급)에 대해 인공 둥지를 설치 및 모니터링하고 있으며, 이 외에도 야생동물 먹이주기 및 올무 수거 활동 등에 적극 참여하고 있다. 2017년 원주지방환경청, 강원도 자연환경연구공원, 한라시멘트 간 ‘석회석 광산의 생태계 회복을 위한 멸종위기종 복원 삼자협약’을 체결함으로써 한라시멘트 석회석 광산복원지역 약 1만5000㎡에 석회암 지대에서 서식할 수 있는 날개하늘나리 등 멸종위기 야생식물을 포함한 다양한 식물을 식재 후 지속적 관리를 이어 오고 있다.

- 민관이 함께 참여하는 산림생태복원사업 추진: 산림생태복원사업 추진에 있어 정부 또는 공공기관이 토지를 제공하고 기업이 그것을 개발 또는 관리하는 방식의 공공 산림생태복원사업 등에 적극 참여하고 있다. 2004년부터 추진 중인 단체의 숲 가꾸기 활동 및 2017년 산림청 동부지방산림청과 체결한 ‘기업참여 도시숲 조성사업을 위한 업무협약’ 등이 대표적 사례이다.

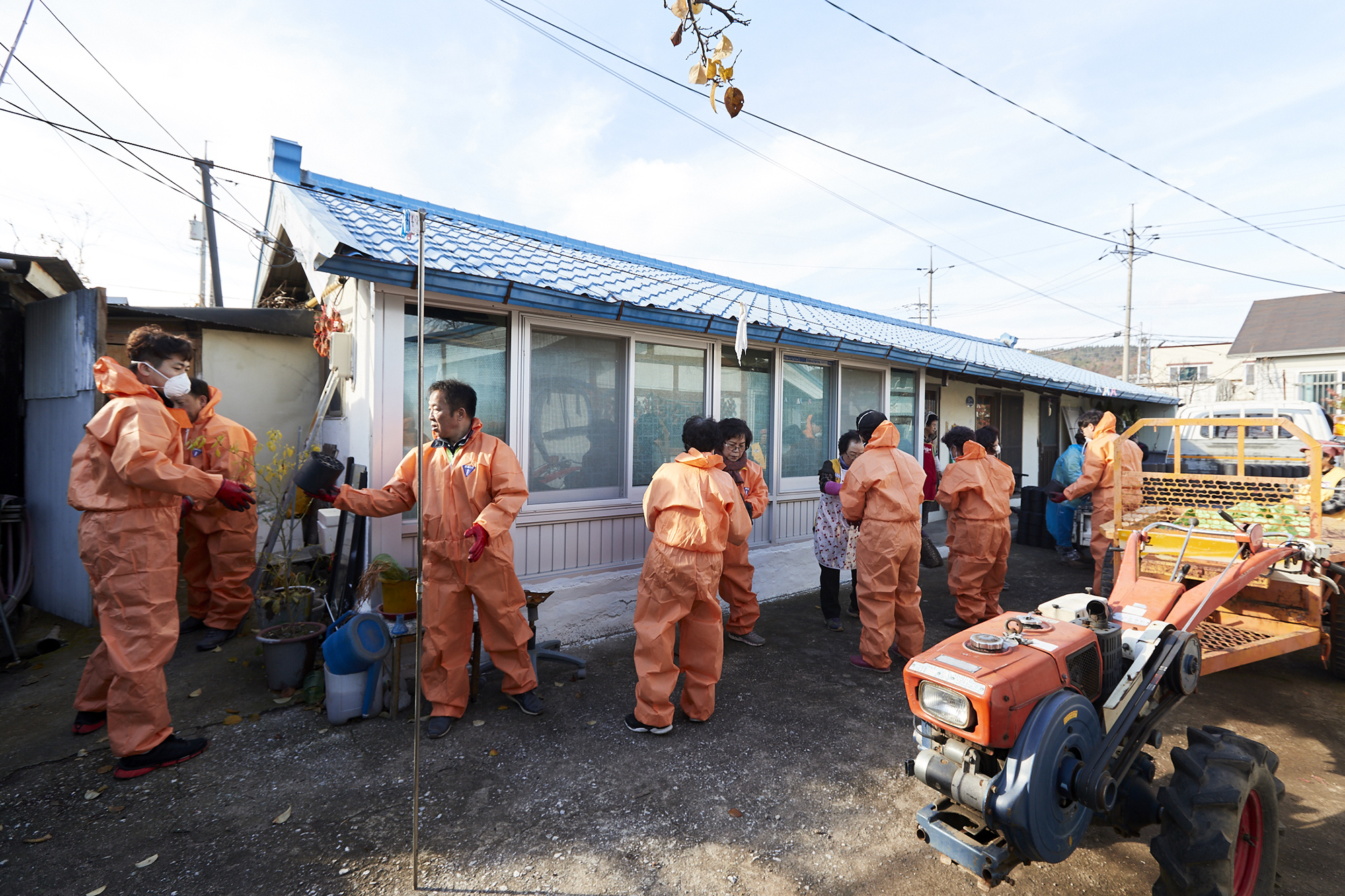
한라시멘트 사랑의 연탄 나르기 행사

- ‘지역 농산물 팔아주기 운동’ 실시: 지역 농가의 경제 활성화를 위해 2008년부터 매년 한라시멘트의 본공장이 위치한 강원도 강릉시 옥계면의 지역 농산물인 감자, 옥수수, 미역 등을 구입하여 전 직원에게 제공하는 ‘지역 농산물 팔아주기 운동’을 실시하고 있다. 매년 농산물을 구매해 직원들과 나눔으로써 지역 농가는 안정적인 판로 확보를 통한 경제 활성화를 지원하고 있다.

- '옥계면-한라시멘트 장학재학' 설립: 강릉시 옥계 지역사회 발전은 물론 국가와 사회가 필요로 하는 유능한 인재를 육성하는 것을 목표로 '옥계면-한라시멘트 장학재학'을 설립했다. 2003년 설립 당시부터 2015년까지 총 8억 원을 출연하여 매년 고등학생 및 대학생을 대상으로 장학금을 지급하고 있다.

- ‘1사1문화재 지킴이 활동’ 실시: 강릉지역 내 문화유산을 지키기 위한 활동으로 2008년 강릉향교와 ‘1사1문화재 지킴이’ 협약식을 체결해 매년 직원들이 자원봉사자로 나서 강릉향교 내 시설물 청소, 낙엽정리, 눈치우기 등 주변 정화활동을 실시하고 있다.

- 지역사회 발전기금 출연: 옥계지역의 상생 발전을 목표로 2003년부터 옥계면번영회와 함께 주민복지 증진을 위한 지역발전기금을 출연하고 있다. 매년 일정 금액을 출연금으로 조성해 체육진흥사업, 초·중등학교의 학교발전기금, 문화복지 등 지역 주민을 위한 공익성 분야에 사용되고 있다.

- 기타 복자사업 추진: 2006년부터 직원들의 급여에서 매월 천 원 미만 단위의 금액을 공제하고 회사도 직원들의 공제금액과 동일한 금액을 기탁하는 방식으로 '급여우수리기금'을 모아 이웃돕기에 활용하고 있으며, 옥계지역 주민들을 위해 연간 3억 원 가량을 투자해 복지 혜택을 제공하고 있다. 더불어 지역민들에게 사택 아파트를 임대하고 부대시설인 목욕탕, 헬스장, 에어로빅장 등을 이용할 수 있도록 개방하는 등의 복지사업을 추진하고 있다.

## 같이 보기
- 아세아시멘트